# 1916
1916 (MCMXVI) fue un año bisiesto comenzado en sábado según el calendario gregoriano.

## Acontecimientos

### Enero
- 1 de enero: México: el político Venustiano Carranza llega con su séquito a Santiago de Querétaro, ciudad a la que proclama capital de la república, en el marco de la revolución mexicana.
- 6 de enero: en Reino Unido, el parlamento vota la ley sobre introducción del servicio militar obligatorio para los solteros.
- 8 de enero: en el marco de la Primera Guerra Mundial, las fuerzas aliadas abandonan la península de Galípoli, en Turquía.
- 11 de enero: el ejército ruso se apodera de Erzerum, capital de la Armenia turca.
- 13 de enero: Montenegro capitula después de las derrotas sufridas ante las fuerzas austrohúngaras.
- 27 de enero: en San Diego (California), después de una larga sequía, las lluvias provocan la inundación «Hatfield» (llamada así por el estafador Charles Hatfield, quien cobraba 10 000 dólares por «crear la lluvia»). Se destruyen las represas de Sweetwater y Otay. Mueren 22 personas. Cuando Hatfield trata de cobrar su cheque, la alcaldía le propone hacerse cargo de las indemnizaciones (por varios millones de dólares).
- 30 de enero: termina la correspondencia Husayn-McMahon entre Husayn ibn Ali (jerife de La Meca) y el oficial británico Henry McMahon sobre la rebelión árabe contra el Imperio otomano.

### Febrero
- 3 de febrero:
  - Se inicia en Alemania la confiscación de las industrias textiles.
  - Iván Goremykin es sustituido por Borís Shtiúrmer en la presidencia del consejo de ministros ruso.
- 7 de febrero: el canciller del Reich prohíbe la exportación de hierro y acero.
- 11 de febrero: en el marco de la Primera Guerra Mundial, el emperador Guillermo II ordena la intensificación de la ofensiva submarina.
- 13 de febrero: los aliados, en el contexto de la Primera Guerra Mundial, se comprometen a garantizar en el futuro la neutralidad de Bélgica y a reintegrar a ese país los territorios anexionados por Alemania.
- 14 de febrero: el Gobierno británico aprueba el plan de guerra del mariscal francés Joseph Joffre.
- 21 de febrero: 
  - En Francia ―en el marco de la Primera Guerra Mundial― comienza la Batalla de Verdún.
  - Los ejércitos alemanes desencadenan una fuerte ofensiva sobre Verdún en el transcurso de la Primera Guerra Mundial. Mientras, se producen conversaciones entre los ministros de Asuntos Exteriores del Reino Unido y los Estados Unidos para lograr la paz y evitar que estos últimos entren en el conflicto.
- 22 de febrero: en la región de los lagos Masurianos ―en el marco de la Primera Guerra Mundial― las fuerzas rusas se baten en retirada ante la ofensiva alemana del general Paul von Hindenburg. Alemania, por otro lado, declara la guerra submarina total en aguas británicas, en respuesta a las medidas de bloqueo del Reino Unido.

### Marzo
- 3 de marzo: Portugal declara la guerra a Alemania.
- 5 de marzo: en Mallorca (España) se funda el Real Club Deportivo Mallorca.
- 8-9 de marzo: Pancho Villa ataca junto a 500 hombres el poblado de Columbus (Nuevo México), 12 soldados estadounidenses son asesinados.
- 15 de marzo: Woodrow Wilson envia a 12,000 tropas a la frontera mexicana para capturar a Pancho Villa.
- 20 de marzo: Albert Einstein publica su teoría general de la relatividad.
- 22 de marzo: 
  - Se funda el Alfonso XIII FBC, que con los años pasaría a ser el Real Club Deportivo Mallorca.
  - El Emperador de China, Yuan Shikai, abdica al trono. La República de China es restaurada.

### Abril
- El interruptor de luz es inventado por William J. Newton y Morris Goldberg.
- 1 de abril: en Alemania, un cirujano diseña una mano ortopédica.
- 18 de abril: en México se funda el Club de Fútbol Atlante.
- 24 de abril: en Dublín (Irlanda) sucede el Levantamiento de Pascua, hecho que da por inicio la Guerra de Independencia de Irlanda. Líderes como Michael Collins y Éamon de Valera son los grandes próceres de la independencia irlandesa.

### Mayo
- 16 de mayo: 
  - Se firmaron el secreto Acuerdo Sykes-Picot entre el Reino Unido de Gran Bretaña e Irlanda y la Tercera República Francesa que se particiona el Imperio otomano en estados como Siria e Irak.
  - En la República Dominicana comienza la primera intervención militar de Estados Unidos con el desembarco de las tropas, y la proclama, el 29 de noviembre, de la ocupación del país por un periodo de 8 años.
- 17 de mayo: Un terremoto de 5,8 sacude la ciudad italiana de Rímini dejando varios heridos y dañando varios edificios.
- 18 de mayo: Se crean las Irmandades da fala (hermandades del habla) por iniciativa de Antón Vilar Ponte.

### Junio
- 5 de junio: se inició la rebelión árabe contra los otomanos sobre Palestina para crear un estado árabe unificado desde Alepo hasta Adén y el 10 de junio fue declarada por Husayn ibn Ali (jerife de La Meca).
- 24 de junio: en el marco de la Primera Guerra Mundial, el ejército alemán lanza una última ofensiva en Verdún.

### Julio
- 1 de julio : inicia la Batalla de Somme, donde mueren más de un millón de soldados.
- 1 de julio: en las costas de Nueva Jersey (Estados Unidos) se inicia una oleada de ataques de tiburón; que habrían de inspirar la película Tiburón.
- 2 de julio: Primer partido de fútbol por la futura Copa América entre las selecciones de Uruguay y Chile. Ganando Uruguay 4 a 0. Se realizó en Buenos Aires, Argentina.
- 15 de julio: en Seattle (Estados Unidos), William Edmund Boeing y el ingeniero naval George Conrad Westervelt fundan la compañía aeronáutica B&W (más tarde conocida como Boeing).
- 17 de julio: en Buenos Aires (Argentina) Finaliza la I Copa América, la selección de Uruguay es el primer campeón de la primera Copa América tras quedar en el primer lugar del grupo conformado por Argentina, Chile y Brasil.
- 20 de julio: 229 km al norte de París, y 14 km al sur de la frontera con Bélgica, los nazis alemanes estacionados cerca de Fromelles (Francia) vencen la ofensiva angloaustraliana. En la historia de Australia, la batalla está registrada como las 24 horas más sangrientas del país. Más de 5500 australianos murieron entre el 19 y el 20 de julio.

### Agosto
- 5 de agosto: en Sadovo (Bulgaria) se registra la temperatura más alta en la Historia de ese país: 45,2 °C (113,3 °F).
- 7 de agosto: Portugal se une a los países aliados.
- 14 de agosto:en Colombia se funda el municipio de La Tebaida
- 15 de agosto: en Guadalajara (México), se funda el Club de fútbol Atlas.
- 16 de agosto: Un segundo terremoto de 5,8 vuelve a sacudir la ciudad italiana de Rímini dejando 4 muertos y 60 heridos y destruyendo muchos edificios.
- 20 de agosto: En Chillán se funda el Club Deportivo Ñublense bajo el nombre de Liceo Football Club.
- 27 de agosto: 
  - Rumania declara la guerra a Austria-Hungría.
  - Italia declara la guerra a Alemania.
- 28 de agosto: en Taiwán se registra un terremoto de 6,8 que deja varios muertos y grandes pérdidas agrícolas y forestales.

### Septiembre
- 1 de septiembre: Bulgaria declara la guerra a Rumania. Invade Dobruja.
- 19 de septiembre: Tropas belgas ocupan Tabora en África Oriental Alemana.
- 27 de septiembre: en Etiopía, el monarca Iyasu V es depuesto en favor de su tío Zauditu.

### Octubre
- 1 de octubre: en la Ciudad de México se funda el diario El Universal.
- 12 de octubre: 
  - En México se funda el Club de Fútbol América.
  - Asume Hipólito Yrigoyen en la presidencia Argentina por primera vez con el voto Universal, Secreto y Obligatorio.
- 18 de octubre: en el estado de Nevada se registra un terremoto de 5,1, provocando daños menores.
- 20 de octubre: Una tormenta deja 94 fallecidos en el Lago Erie.

### Noviembre
- 7 de noviembre: en Estados Unidos, el demócrata Woodrow Wilson vence al republicano Charles Evans Hughes, ganando la reelección .
- 15 de noviembre: 
  - En México, el Gobierno reconoce oficialmente la restitución de las tierras a la comunidad de Iztapalapa de Cuitláhuac; con lo que da inicio el reparto agrario en ese país.
  - En Pekín (China) comienza la Era de los señores de la guerra.
- 17 de noviembre: en Montevideo se firma un tratado sobre el ejercicio de profesiones liberales entre las naciones de Chile y Uruguay .
- 18 de noviembre: finaliza la Batalla de Somme con la  expedición de Douglas Haig.
- 19 de noviembre:
  - En Zipaquirá se inaugura y se consagra la Parroquia de la Santísima Trinidad, San Antonio de Padua y Nuestra Señora de la Asunción - Catedral de Zipaquirá, después llevar 111 años de construcción.
- 21 de noviembre: 
  - Frente a las costas del Canal de Kea se hunde la nave hermana del RMS Titanic, el HMHS Britannic. Mueren 29 personas.
  - En Argentina, el presidente Hipólito Yrigoyen presenta el proyecto de nacionalización del petróleo.

### Diciembre
- 5 de diciembre: en el Cabaret Voltaire se celebra por primera vez el cabaret internacional creado por el movimiento dadaísta.
- 13 de diciembre: en Dolomitas (Italia), una avalancha mata a más de 9,000 tropas austriacas e italianas. Se le conoce como Viernes blanco.
- 18 de diciembre: en Francia, la Batalla de Verdún finaliza. Las tropas alemanas son derrotadas.
- 28 de diciembre: en la zona agrícola de Clermont (de 1500 habitantes) en el norte de Australia, una inundación mata a 65 personas. Entre 1864 y 1896 habían sucedido cuatro inundaciones graves.
- 30 de diciembre: Asesinato de Rasputín, místico ruso.

## Arte y literatura
- Ryūnosuke Akutagawa: La nariz
- Jacinto Benavente: Campo de armiño
- Vicente Blasco Ibáñez: Los cuatro jinetes del Apocalipsis
- Mark Twain: El forastero misterioso (publicada póstumamente)
- En Nueva York se representan las Goyescas, de Enrique Granados. Cuando el compositor regresaba a España, morirá ahogado con su esposa cuando un submarino alemán torpedea el barco Sussex en el que viajaba.
- Gabriele D'Annunzio: La Leda senza cigno (La Leda sin cisne).
- Se da el dadaísmo en Suiza por Hugo Ball.

## Música
- Gustav Holst compone Los planetas, Opus 32.

## Ciencia y tecnología
- Guglielmo Marconi (científico italiano, 1874-1937): onda corta dirigida.
- Sigmund Freud: Introducción al psicoanálisis.
- Rudolf Steiner: Del enigma humano.
- Bernhard Duhm: El profeta de Israel.
- Martín Buber: Sobre el espíritu del judaísmo.
- Albert Einstein presenta la teoría general de la relatividad.

## Deporte

### Fútbol
- Del 2 al 17 de julio en Argentina I Campeonato Sudamericano.
  - Ganador:  Uruguay.

- 5 de marzo: en Palma se funda el R. C. D. Mallorca.
- 1 de abril: en Villaviciosa se funda el C. D. Lealtad.
- 18 de abril: en México D. F. se funda el Club de Fútbol Atlante.
- 7 de julio: Creación del Club Atlético Fénix Club del fútbol Uruguayo.
- 9 de julio: en Buenos Aires creación de la Confederación Sudamericana de Fútbol.
- 15 de agosto: en Jalisco (México) se funda el club de fútbol Atlas de Guadalajara.
- 27 de agosto: El Club de Gimnasia y Esgrima La Plata gana el primer clásico platense a Estudiantes de La Plata por 1 a 0.
- 30 de septiembre: en Guayaquil - Ecuador se funda el Racing Club.
- 12 de octubre: en México se funda el Club América.
- Campeonato Uruguayo de Fútbol: Nacional se consagra campeón por quinta vez.

### Golf
- Abierto de los Estados Unidos: Ganador  Chick Evans.
- Campeonato de la PGA: Ganador  Jim Barnes.

### Tenis
- Abierto de los Estados Unidos: 
  - Ganador: :Richard Norris Williams.
  - Ganadora:  Molla Bjurstedt.

## Cine
- Intolerance, de David Wark Griffith.
- The Valley of Decision, de Rae Berger.
- Christus, de Giulio Antamoro.

## Demografía
- Viena, capital del Imperio austrohúngaro, llega a su máxima población histórica con 2.239.000 habitantes, siendo la quinta ciudad de la Tierra tras Londres, Nueva York, París y San Petersburgo.

## Nacimientos

### Enero
- 6 de enero: Mario Cabré, torero español (f. 1990).
- 7 de enero: Paul Keres, ajedrecista estonio (f. 1975).
- 10 de enero: Sune Bergstrom, científico sueco (f. 2004).
- 12 de enero: 
  - Pieter Willem Botha, presidente sudafricano (f. 2006).
  - Henri Dutilleux, compositor francés. (f. 2013).
- 18 de enero: Serge Raynaud de la Ferrière, escritor y astrólogo francés (f. 1962).
- 24 de enero: Rafael Caldera, presidente venezolano (f. 2009).
- 31 de enero: Sangoulé Lamizanapolítico burkinés, presidente del Alto Volta desde 1966 a 1980,(f. 2005).

### Febrero
- 15 de febrero: Erik Thommesen, escultor danés (f. 2008).
- 26 de febrero: Jackie Gleason, actor estadounidense (f. 1987).

### Marzo
- 3 de marzo: Paul Halmos, matemático estadounidense (f. 2006).
- 4 de marzo: Giorgio Bassani, escritor italiano (f. 2000).
- 11 de marzo: Harold Wilson, primer ministro británico (f. 1995).
- 15 de marzo: Blas de Otero, poeta español (f. 1979).
- 16 de marzo: Tsutomu Yamaguchi, testigo y única víctima oficialmente reconocida de la explosión de las dos bombas nucleares lanzadas sobre Hiroshima y Nagasaki (f. 2010).
- 26 de marzo: Sterling Hayden, actor y escritor estadounidense (f. 1986).

### Abril
- 9 de abril: Juan Eduardo Cirlot, poeta y crítico de arte español (f. 1973).
- 22 de abril: Yehudi Menuhin, músico británico de origen estadounidense (f. 1999).
- 28 de abril: Ferruccio Lamborghini, industrial italiano (f.1993)
- 29 de abril: Ramón Amaya Amador, autor hondureño (f.1966).
- 30 de abril: Claude Shannon, ingeniero y matemático estadounidense (f. 2001).

### Mayo
- 1 de mayo: Glenn Ford, actor estadounidense (f. 2006).
- 2 de mayo: Raúl A. Sichero Bouret, arquitecto uruguayo (f. 2014).
- 3 de mayo: José Estruch, director de escena español exiliado y profesor de la RESAD (f. 1990).
- 11 de mayo: Camilo José Cela, escritor español (f. 2002).

### Junio
- 1 de junio: Murilo Rubião, escritor y periodista brasileño (f. 1991).
- 3 de junio: Aldo Zeoli, militar e ingeniero astronáutico argentino (f. 2003).
- 8 de junio: Francis Crick, biólogo británico (f. 2004).
- 11 de junio: César Oreste Navarro Asiaín, aviador argentino (f. 1996).
- 15 de junio: Horacio Salgán, compositor, director de orquesta y pianista argentino (f. 2016).
- 18 de junio: Julio César Turbay, político colombiano, presidente de Colombia entre 1978-1982 (f. 2005).
- 26 de junio: Giuseppe Taddei, barítono italiano (f. 2010).

### Julio
- 1 de julio: Olivia de Havilland, actriz estadounidense.(f. 2020).
- 9 de julio: Edward Heath, político británico (f. 2005).
- 11 de julio: Santos Juárez Fiallos, poeta, narrador y periodista hondureño (f. 2005).
- 18 de julio: Vladímir Démijov, científico y cirujano soviético, pionero en trasplantes (f. 1998).
- 19 de julio: Ildefonso Aroztegui, arquitecto uruguayo (f. 1988).
- 28 de junio: Virgilio Rodríguez Macal, escritor y diplomático guatemalteco (f. 1964).

### Agosto
- 1 de agosto: Fiorenzo Angelini, cardenal italiano (f. 2014).
- 19 de agosto: Dennis Poore, piloto de automovilismo británico (f. 1987).
- 21 de agosto: Consuelito Velázquez, compositora mexicana (f. 2005).
- 24 de agosto: Amparito Arozamena, actriz de teatro y televisión mexicana (f. 2009).
- 28 de agosto: Carlos Conti, guionista y dibujante español (f. 1975).

### Septiembre
- 10 de septiembre: Luis Mackenna Shiell, abogado y político chileno (f. 2001).
- 12 de septiembre: 
  - Gustavo Pons Muzzo, historiador peruano (f. 2008).
  - Leoncio Afonso Pérez, intelectual y profesor español (f. 2017)
  - Tony Bettenhausen, piloto estadounidense de automovilismo (f. 1961).
- 13 de septiembre: Roald Dahl, novelista y autor de cuentos británico de origen noruego (f. 1990).
- 18 de septiembre: Mercedes Salisachs, escritora española (f. 2014).
- 21 de septiembre: Françoise Giroud, periodista y política francesa (f. 2003).
- 27 de septiembre: Sámej Izhar, escritor israelí (f. 2006).
- 28 de septiembre: Peter Finch, actor británico (f. 1977).
- 29 de septiembre: Antonio Buero Vallejo, dramaturgo español (f. 2000).

### Octubre
- 2 de octubre: Ángel Suquía Goicoechea, religioso español (f. 2006).
- 3 de octubre: Ángeles Alvariño, oceanógrafa, zoóloga y profesora española (f. 2005).
- 4 de octubre: George Sidney, director de cine estadounidense (f. 2002).
- 19 de octubre: Emil Gilels, pianista soviético (f. 1985).
- 25 de octubre: Gereon Goldmann, religioso alemán (f. 2003).
- 26 de octubre: François Mitterrand, presidente francés (f. 1996).

### Noviembre
- 8 de noviembre: Peter Weiss, escritor alemán (f. 1982).
- 10 de noviembre: Doctor Tangalanga, comediante argentino (f. 2013).
- 11 de noviembre: Valentim de Barros, bailarín portugués (f. 1986).
- 23 de noviembre: Michael Gough, actor británico (f. 2011).
- 25 de noviembre: María Adela Durango, escritora española.

### Diciembre
- 9 de diciembre: Kirk Douglas, actor de cine estadounidense (f. 2020).
- 13 de diciembre: Líber Seregni, político uruguayo. (f. 2004)
- 15 de diciembre: Maurice Wilkins, físico británico (f. 2004).
- 18 de diciembre: Anselm Strauss, sociólogo estadounidense (f. 1996).
- 19 de diciembre: 
  - Rotislav Alexeiev, ingeniero soviético (f. 1980).
  - Manoel de Barros, poeta brasileño (f. 2014).
- 24 de diciembre:
  - Héctor Stamponi, compositor y pianista argentino de tangos (f. 1997).
  - Lalo Guerrero, cantante y compositor mexicano de Las Ardillas (f. 2005).

### Sin fecha exacta conocida
Dolores Catarineu, poetisa española (f. 2006).

## Fallecimientos

### Enero
- 4 de enero: Godefroid Kurth, historiador belga (n. 1847).
- 13 de enero: Victoriano Huerta, presidente mexicano (n. 1850).
- 18 de enero: Lorenzo Latorre, presidente uruguayo (n. 1844).

### Febrero
- 6 de febrero: Rubén Darío, poeta nicaragüense (n. 1867).
- 7 de febrero: Josep Torras i Bages, obispo español e impulsor del catalanismo.
- 13 de febrero: Carlos Antonio Mendoza, político panameño (n. 1856).
- 20 de febrero: Klas Pontus Arnoldson, político, periodista y pacifista sueco, premio nobel de la paz en 1908.
- 28 de febrero: Henry James, escritor y crítico literario estadounidense (n. 1843).

### Marzo
- 4 de marzo: Franz Marc, pintor alemán (n. 1880).
- 24 de marzo: Enrique Granados, compositor español (n. 1867).

### Abril
22 de abril: Oscar Neebe, anarquista acusado en el juicio del atentado de Haymarket (n.1850).

### Junio
- 5 de junio: Horatio Kitchener, militar y político británico (n. 1850).
- 6 de junio: Yuan Shikai, militar y político chino de la dinastía Qing (n. 1859).
- 14 de junio: João Simões Lopes Neto, escritor y folclorista brasileño (n. 1865).

### Julio
- 6 de julio: Odilon Redon, pintor francés.
- 16 de julio: Ilya Ilyich Mechnikov, microbiólogo ruso, premio nobel de medicina en 1908 (n. 1845).
- 23 de julio: Sir William Ramsay, químico británico, premio nobel de química en 1904.

### Agosto
- 16 de agosto: Umberto Boccioni, pintor y escultor italiano (n. 1882).

### Septiembre
- 14 de septiembre: José Echegaray y Eizaguirre, ingeniero, dramaturgo y político español, premio nobel de literatura en 1904.
- 30 de septiembre: Alfredo Vicenti, periodista, médico y poeta español (n. 1850).

### Octubre
- 10 de octubre: Antonio Sant'Elia, arquitecto italiano (n. 1888).
- 25 de octubre: William Merritt Chase, pintor estadounidense (n. 1849).
- 31 de octubre: Charles Taze Russell, religioso y escritor estadounidense, fundador de los testigos de Jehová (n. 1852).

### Noviembre
- 10 de noviembre: Walter Sutton, biólogo estadounidense (n. 1877).
- 14 de noviembre: Hector Hugh Munro, dramaturgo británico (n. 1870).
- 15 de noviembre: Henryk Sienkiewicz, escritor polaco, premio nobel de literatura en 1905 (n. 1846).
- 21 de noviembre: Francisco José I, emperador austriaco, desde 1848 (n. 1830).
- 22 de noviembre: Jack London, escritor estadounidense (n. 1876).

### Diciembre
- 2 de diciembre: Francesco Paolo Tosti, compositor italiano de canciones.
- 20 de diciembre: Henry Wallis, pintor británico.
- 29 de diciembre: Grigori Rasputín, místico y cortesano ruso (n. 1869).

## Premios Nobel
- Física: destinado al fondo especial de esta sección del premio.[1]
- Química: destinado al fondo especial de esta sección del premio.[1]
- Medicina: destinado al fondo especial de esta sección del premio.[1]
- Literatura: Verner von Heidenstam.[1]
- Paz: destinado al fondo especial de esta sección del premio.[1]